# Conus buxeus loroisii
Conus buxeus loroisii is een in zee levende slakkenondersoort uit het geslacht Conus. De slak behoort tot de familie Conidae. Conus buxeus loroisii werd in 1843 beschreven door Kiener. Net zoals alle soorten binnen het geslacht Conus zijn deze slakken roofzuchtig en giftig. Zij bezitten een harpoenachtige structuur waarmee ze hun prooi kunnen steken en verlammen.